# Elba (Nebraska)
Elba és una població dels Estats Units a l'estat de Nebraska. Segons el cens del 2000 tenia 243 habitants.

## Demografia
Segons el cens del 2000, Elba tenia 243 habitants, 102 habitatges, i 62 famílies. La densitat de població era de 253,6 habitants per km².
Dels 102 habitatges en un 32,4% hi vivien nens de menys de 18 anys, en un 52% hi vivien parelles casades, en un 7,8% dones solteres, i en un 39,2% no eren unitats familiars. En el 34,3% dels habitatges hi vivien persones soles el 14,7% de les quals corresponia a persones de 65 anys o més que vivien soles. El nombre mitjà de persones vivint en cada habitatge era de 2,38 i el nombre mitjà de persones que vivien en cada família era de 3,11.
Per edats la població es repartia de la següent manera: un 28,4% tenia menys de 18 anys, un 7% entre 18 i 24, un 27,6% entre 25 i 44, un 20,2% de 45 a 60 i un 16,9% 65 anys o més.
L'edat mediana era de 36 anys. Per cada 100 dones de 18 o més anys hi havia 109,6 homes.
La renda mediana per habitatge era de 28.750 $ i la renda mediana per família de 35.000 $. Els homes tenien una renda mediana de 23.854 $ mentre que les dones 18.194 $. La renda per capita de la població era de 14.993 $. Aproximadament el 10,6% de les famílies i el 16,7% de la població estaven per davall del llindar de pobresa.

## Poblacions més properes
El següent diagrama mostra les poblacions més properes.